# Kepler-90d
Kepler-90d es un planeta que orbita a la estrella Kepler-90 en la constelación de in Draco. El planeta es un Neptuno caliente. Kepler-90d, junto con Kepler-90e y Kepler-90f tienen sincronizaciones orbitales 2:3:4.